# الصديق محمد الضرير
الصدّيق محمد الأمين الضرير (1918 - 2015)، هو بروفيسور سوداني تخرج من كلية الحقوق في جامعة القاهرة سنة 1376هـ الموافقة لسنة 1957م، ثم نال درجة الدكتوراه من نفس الجامعة سنة 1386هـ الموافقة لسنة 1967م. حصل على جائزة الملك فيصل العالمية في الدراسات الإسلامية سنة 1410هـ الموافقة لسنة 1990م بالاشتراك مع محمد عمر شابرا. هو أحد أركان فقه الاقتصاد الإسلامي المعاصر، وله العديد من الكتب والدراسات التأصلية في التأمين والاقتصاد الإسلامي، ويعتبر صاحب مشروع البديل الإسلامي في التأمين (التأمين التعاوني) وقد عرف بأنه من مؤسسي التأمين الإسلامي،

## وفاته
توفي صباح يوم الأحد 5 يوليو 2015 / الموافق 18 رمضان 1436 هـ بالعاصمة الخرطوم.

## الجوائز
- حصل على جائزة الملك فيصل العالمية في الدراسات الإسلامية سنة 1990م / 1410هـ.[4]

## من مؤلفاته
- كتاب: «الغرر في العقود وآثاره في التطبيقات المعاصرة»

*كتاب مجلة مجمع الفقه الإسلامي

## وصلات خارجية
- (فيديو): وثائقي عن البروفسور الصديق محمد الأمين الضرير